# Красное (озеро, Бейский район)
Красное — озеро в Койбальской степи в Бейском районе Хакасии. Одно из искусственно созданных при строительстве Койбальской оросительной обводнительной системы на базе большого озера с солоноватой водой до 2,5 г/литр, известное как Эстонское (по названию существовавшего до 1950-х поселения на его берегах).
Находится в 75 километрах от Абакана и 4 километрах от села Новониколаевка.
Играет роль водоприёмника сбросных вод из Уйской оросительной системы. В системе орошения озеро — аварийный водоприёмник из магистрального канала Койбальской оросительной системы. С созданием Койбальской оросительной системы к ранее существовавшим функциям озера добавились функции обводнительные.
Площадь водного зеркала — 0,77 км², объём воды — 1,3 км³, длина береговой линии около 4 км, максимальная глубина — до 10 м.
На берегах озера — несколько животноводческих построек, зарыбляется сиговыми породами и используется для полива пастбищ.
Также в озере водится сазан, плотва, окунь и карась.